# Biblioteca universitaria Alessandrina
La Biblioteca universitaria Alessandrina è una storica biblioteca romana fondata nel 1667 da Papa Alessandro VII come biblioteca dello Studium Urbis, l'università di Roma.

## Storia
La sede originale si trovava nel Palazzo della Sapienza di Corso del Rinascimento. I fondi storici della biblioteca si articolano attorno ai duplicati della biblioteca Chigiana e a 423 duplicati della Biblioteca apostolica vaticana.
Dal 1815 la biblioteca venne designata come centro in cui conservare tutte le opere stampate nello Stato Pontificio, mentre dal 1870, con la presa di Roma, accoglie le opere pubblicate nella Provincia.
Nel 1935, con l'apertura della nuova città universitaria, la biblioteca venne trasferita nella sede attuale, alle spalle del Rettorato, acquisendo le biblioteche delle Facoltà di Lettere, Giurisprudenza e Scienze Politiche.
Dal 1975 la biblioteca dipende dal Ministero dei beni culturali.

## Patrimonio
La Biblioteca Alessandrina possiede oltre 1.000.000 di volumi e opuscoli a stampa, tra cui 674 incunaboli, circa 15.000 edizioni del XVI secolo, periodici, giornali, disegni, incisioni, fotografie, manifesti e fogli volanti, carte geografiche, materiali multimediali. Conserva inoltre 452 manoscritti e numerosi autografi e carteggi.
Al Fondo antico, costituito da circa 40.000 volumi e 10.000 miscellanee, appartengono i fondi costitutivi (tra i quali spiccano quello dei duchi di Urbino, il Caetani, e il Fondo Carpani), mentre il Fondo Alessandrino è costituito da acquisizioni successive e fino al 1800 circa.
La Biblioteca possiede inoltre i fondi provenienti dalle tre biblioteche delle Facoltà di Lettere, di Giurisprudenza e di Scienze politiche dell'Università di Roma.